# Interstate 635 (Kansas-Missouri)
L'Interstate 635 (I-635) est une autoroute collectrice entre l'I-35 à Overland Park, dans le Kansas et l'I-29 à Kansas City, dans le Missouri. Elle mesure 12 miles (19 km). 
Elle se trouve majoritairement dans l'État du Kansas, desservant la ville de Kansas City, mais s'étendant dans la ville jumelle de Kansas City, dans le Missouri. Le terminus sud de l'autoroute est à un échangeur avec l'I-35. Au sud de cet échangeur, la route devient la US 69.
L'autoroute permet de contourner le centre-ville de Kansas City par les banlieues de l'ouest de la ville. Elle donne également un autre accès direct à l'Aéroport international de Kansas City.

## Description du tracé

### Kansas
L'I-635 commence à la jonction avec l'I-35 dans le comté de Johnson près de Shawnee, Kansas, à la sortie 1A. Elle se dirige vers le nord pour entrer dans le comté de Wyandotte et dans la ville de Kansas City, Kansas. Elle se trouve dans le quartier d'Argentine. Elle croise la K-32 et traverse la rivière Kansas. Elle croise immédiatement après l'I-70. Quelques échangeurs lui donnent accès à des voies locales avant d'atteindre la dernière sortie au Kansas pour accéder à la K-5. Elle traverse ensuite la rivière Missouri pour entrer dans le Missouri.

### Missouri
L'I-635 traverse la rivière Missouri depuis le Kansas pour entrer dans le comté de Platte et dans la ville de Riverside, Missouri. Elle croise la US 69, laquelle forme un bref multiplex avec l'I-635. L'autoroute parcourt quelques miles pour se terminer à une jonction avec l'I-29 / US 71.

## Liste des sorties
| Interstate 635                            |                  |       |       |                        |                                                              | |
| Comté                                     | Municipalité     | mi    | km    | Sortie                 | Intersections / Destinations                                 | Notes |
| Johnson, KS                               | Overland Park    | 0,00  | 0,00  |                        | US 69 sud (Metcalf Avenue)                                   | Terminus sud; continue au-delà de l'I-35                                                                                    |
| Johnson, KS                               | Overland Park    | 0,00  | 0,00  | 1A                     | US 69 nord / I-35 – Des Moines, Wichita                      | Sortie direction sud, entrée direction nord; sortie 231A-B de l'I-35                                                        |
| Wyandotte, KS                             | Kansas City      | 0,50  | 0,80  | 1B                     | Merriam Lane, Merriam Drive                                  | |
| Wyandotte, KS                             | Kansas City      | 1,00  | 1,60  | 1C                     | Shawnee Drive                                                | |
| Wyandotte, KS                             | Kansas City      | 2,30  | 3,70  | 2A                     | Metropolitan Avenue                                          | |
| Wyandotte, KS                             | Kansas City      | 2,90  | 4,70  | 2B                     | Schwartz Road                                                | Sortie direction sud, entrée direction nord                                                                                 |
| Wyandotte, KS                             | Kansas City      | 3,70  | 6,00  | 3                      | K-32 (en) (Kansas Avenue)                                    | |
| Wyandotte, KS                             | Kansas City      | 4,50  | 7,20  | 4                      | I-70 / US 24 / US 40 / Kansas Turnpike – Topeka, Saint-Louis | Indiqué sortie 4A (est) et 4B (ouest); sortie 418A-B de l'I-70 est, sortie 419 de l'I-70 ouest                              |
| Wyandotte, KS                             | Kansas City      | 5,40  | 8,70  | 5                      | State Avenue                                                 | |
| Wyandotte, KS                             | Kansas City      | 6,30  | 10,10 | 6                      | Parallel Parkway                                             | |
| Wyandotte, KS                             | Kansas City      | 7,30  | 11,70 | 7                      | K-5 (en) nord (Leavenworth Road) / 38th Street               | Terminus sud du multiplex avec K-5                                                                                          |
| Wyandotte, KS                             | Kansas City      | 8,30  | 13,40 | 8                      | K-5 (en) sud / 18th Street                                   | Terminus nord du multiplex avec K-5                                                                                         |
| Rivière Missouri                          | Rivière Missouri | 9,00  | 14,50 | Limite Kansas–Missouri | Limite Kansas–Missouri                                       | Limite Kansas–Missouri |
| Platte, MO                                | Riverside        | 9,50  | 15,30 | 9                      | Horizons Parkway / Argosy Casino Parkway                     | |
| Platte, MO                                | Riverside        | 10,60 | 17,10 | 10                     | US 69 sud (Fairfax District Way)                             | Terminus sud du multiplex avec US 69; sortie direction sud, entrée direction nord                                           |
| Platte, MO                                | Riverside        | 11,00 | 17,70 | 11                     | US 69 nord / Route 9 (en) – Riverside, Parkville             | Terminus nord du multiplex avec US 69; indiqué sortie 11A (US 69 / Route 9) et 11B (Route 9 nord)                           |
| Platte, MO                                | Riverside        | 12,70 | 20,40 | 12                     | I-29 / US 71 – Saint- Joseph                                 | Terminus nord; sortie 3B de l'I-29; indiqué sortie 12A (nord) et 12B (sud); accès à l'Aéroport international de Kansas City |
| - Terminus de multiplex - Accès incomplet |                  |       |       |                        |                                                              | |